# Giovanni Michele Bruto
Giovanni Michele Bruto, magyaros névformában Brutus János Mihály, humanista nevén Johannes Michael Brutus (Velence, 1517 – Gyulafehérvár, 1592. május 16.) olasz író, Báthory István erdélyi fejedelem és lengyel király udvari történetírója.

## Élete
Paduában tanult, majd szülővárosában Ágoston-rendi szerzetes lett. A szerzetesi élet szigorával azonban nem tudott megbarátkozni, ezért a Szentszéknél kieszközölte a fogadalmaitól való fölmentést. Ekkor a tanári pályán keresett alkalmazást. Azokhoz csatlakozott, akik a német reformátorok példájára Itáliában is az egyház tanai és intézményei ellen állást foglaltak. Ezzel magára vonta az inkvizíció üldözését, mely elől menekülnie kellett. Később külföldre vándorolt, kalandor életet folytatott. Három helyen házasodott meg és mindegyik nejétől voltak gyermekei. Fékezhetetlen tudományszomjától ragadtatva beutazta Itália, Spanyolország, Franciaország és a német államok legnevezetesebb városait.
Bécsi útján ismerkedett meg 1573-ban Báthory István erdélyi fejedelemmel, a későbbi lengyel királlyal, aki ekkor Szapolyai János követe volt. Báthory magával vitte Erdélybe és udvaránál alkalmazta; amikor lengyel királlyá választották, oda is magával vitte. Brutus Európa legtudósabb embereivel barátságos összeköttetésben állt, szabadabb világnézetet vallott, kényelmesebb életet folytatott és a protestánsok hitelveinek hódolt. Báthory István halála után (1586) Brutus elhagyta Lengyelországot és Pozsonyban élt. 1588-ban Rudolf király történetírói minőségben alkalmazta, fizetését 600 aranyforintban állapította meg. Báthoryhoz hasonlóan Rudolf is magyar történet megírásával bízta meg. 1591-ben azonban Brutus tudomására jutott, hogy Báthory Zsigmond erdélyi fejedelem, nagybátyja hagyatékában megtalálta az ő kéziratát és ezt a Habsburg-ellenes krónikát ki is akarja nyomtattatni. Ez Brutust kellemetlen helyzetbe hozta volna Rudolfnál, ezért decemberben sietve Erdélybe utazott, hogy megakadályozza a kiadást. Ez sikerült is, de a téli utazás viszontagságai következtében megbetegedett és 1592-ben Gyulafehérvárott meghalt.

## Munkássága
Báthory István megbízásából írta meg Magyarország történetét Bonfini munkájának folytatásaként; így krónikája az 1490. évvel kezdődik. Zsámboki János ugyanis Bonfini Tizedeihez írt folytatásaiban kétségbe vonta Szapolyai Jánosnak I. János király névvel való trónra jutásának jogosságát. Az erdélyiek Brutustól várták, hogy igazolja történeti művével I. János király uralmának jogosságát. Az elkészült munkának azonban csak az első 14 könyve maradt ránk, a 15-20. könyvek elvesztek, így a krónika az 1552. esztendőnél megszakad (de a szöveg sok más helyen is hiányos). Báthory István 1585-ben meg is akarta kezdetni a kinyomtatást, de Brutus, mivel még nem volt megelégedve a művel, átdolgozta. Csakhogy Báthory 1586-ban meghalt és így elmaradt a kinyomtatás is, a mű kéziratban maradt. Brutus az egykorú Jovius és Centorio mellett, főleg hazai (részint már elveszett) írókból, hivatalos iratokból és levelezésekből lelkiismeretesen szőtte előadását. Halála után kéziratai az udvar által összegyűjtve Bécsbe kerültek. Történetéből csak három példány létezik: egyik 9 könyvből áll és a Bécsi Császári Könyvtárba került; másik 10 könyvből Pray hátrahagyott könyvei közt találtatott és a harmadik Vilniusban van.
A magyar krónikán kívül Brutus megírta Firenze történetét is. De nem csak történetíróként tartják őt számon, hanem filológusként is, hiszen több antik illetve humanista szerző (Horatius, Cicero, Caesar, Filippo Buonaccorsi) művét is kiadta.

## Művei
- Epistolae clarorum virorum. Lugduni, 1561
- Florentinae historiae. Uo. 1562
- De historiae laudibus. Cracoviae, 1578
- Praeceptorum conjugalium liber unus. Uo. 1578
- Oratio de Ernesti, Archid. Austriae laudibus. Frankof., 1590
- Opera varia selecta. Berolini, 1697

### Magyarul
- Brutus János Mihály magyar királyi történetiró. Magyar Historiája 1490–1552, a m. k. egyetemi könyvtár eredeti latin kéziratából a szerző életével közli Toldy Ferencz. I. II: kötet. Bpest, 1863–67. III. kötet, szerk. Nagy Iván. Uo. 1877. (Monum. Hung. Hist. II. osztály XII., XIII., XIV. kötet. Ism. Bud. Szemle Uj Foly. V. XI. 1866. 1868. Századok 1877.) REAL-EOD